# Luis Larry
Luis Larry Valenzuela (Santiago, 22 de fevereiro de 1988) é um futebolista chileno, que atua como Meia, atualmente joga no Unión San Felipe, do Chile. 

## Carreira
Considerado uma jovem promessa, Luis Larry foi revelado pelas categorias de base do Colo-Colo, do Chile.
Em sua carreira profissional, Luis Larry foi vendido para o Deportes Tamuco e seguinte emprestado para o Santiago Morning e retornou para o Deportes Tamuco no ano seguinte.
Em 2010, Luis Larry acertou com o Curicó Unido e em 2011 se transferiu para o Unión San Felipe.
Em 2011 o chileno assinou um pré-contrato com o Ceará, mas não jogou.
Para a disputa da Série B de 2015, o Ceará oficializou a sua contratação.